# Euphorbia makallensis
Euphorbia makallensis är en törelväxtart som beskrevs av Susan Carter. Euphorbia makallensis ingår i släktet törlar, och familjen törelväxter. Inga underarter finns listade i Catalogue of Life.

## Bildgalleri

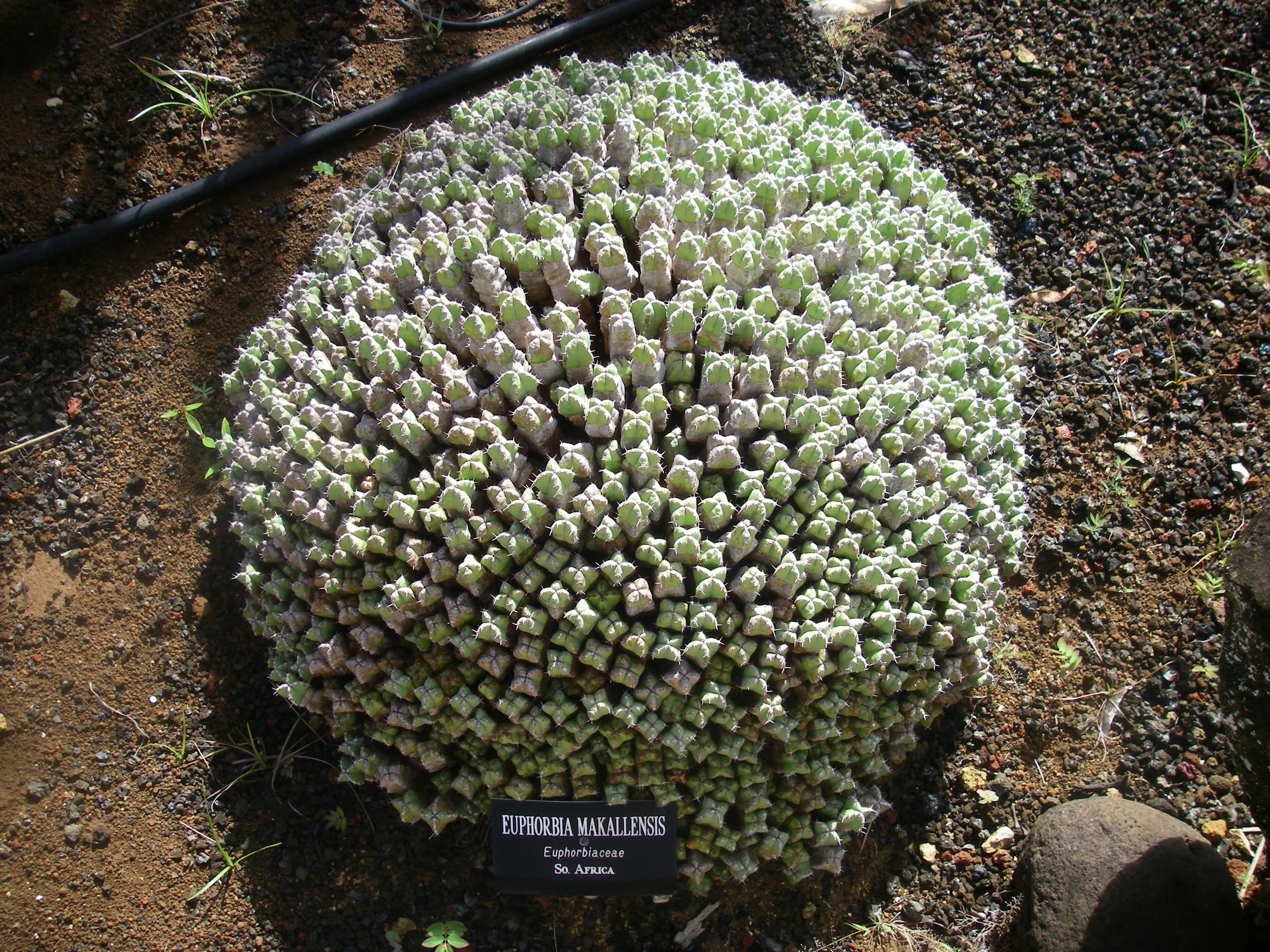